# Сернур
Сернур (на руски: Сернур) е селище от градски тип в Русия, административен център на Сернурски район, автономна република Марий Ел. Населението му към 1 януари 2018 година е 8209 души.